# El rey trovador
El rey trovador es una obra de teatro en cuatro actos, escrita por Eduardo Marquina y estrenada en 1911.

## Argumento
Ambientada en la Provenza de la Edad Media, los hermanos Arnaldo y Guillermo de Fayldit se enamoran de la bella Laura de Lil, iniciando entonces una rivalidad que acaba en enfrentamiento abierto. Guillermo, loco de celos cuando constata que Laura parece ceder a los encantos de Arnaldo, traiciona a su patria y se incorpora a las filas del Reino de Francia, prestas a la conquista de Provenza, que finalmente cae rendida ante el Reino vecino. No tarda en arrepentirse Guillermo y se hace ajusticiar por las huestes francas, mientras que Arnaldo y Laura marchan a Tierra Santa.

## Estreno
- Teatro Novedades de Barcelona el 13 de julio de 1911.
  - Intérpretes: María Guerrero (Laura), Fernando Díaz de Mendoza, Emilio Thuillier, Josefina Blanco, Hortensia Gelabert, María Cancio, Ricardo Juste, Alfredo Cirera.

La obra se estrenó en Madrid en febrero de 1912, en el Teatro de la Princesa.